# Otto Grotewohl
Otto Grotewohl (Braunschweig, 11 marzo 1894 – Berlino Est, 21 settembre 1964) è stato un politico tedesco.
Già a capo del Partito Socialdemocratico di Germania (SPD) nella parte della Germania occupata dall'Unione Sovietica, nel 1946 impose al partito la sua linea frontista di fusione con il Partito Comunista di Germania (KPD), guadagnandosi così la co-presidenza di diritto del neonato Partito Socialista Unificato di Germania (SED) e, parimenti, la carica, di fatto vitalizia, di Ministro presidente della Repubblica Democratica Tedesca dalla nascita dello Stato, nel 1949, fino alla propria morte nel 1964.
È sepolto nel Cimitero centrale di Friedrichsfelde, a Berlino.

## Biografia

### Inizio della carriera politica

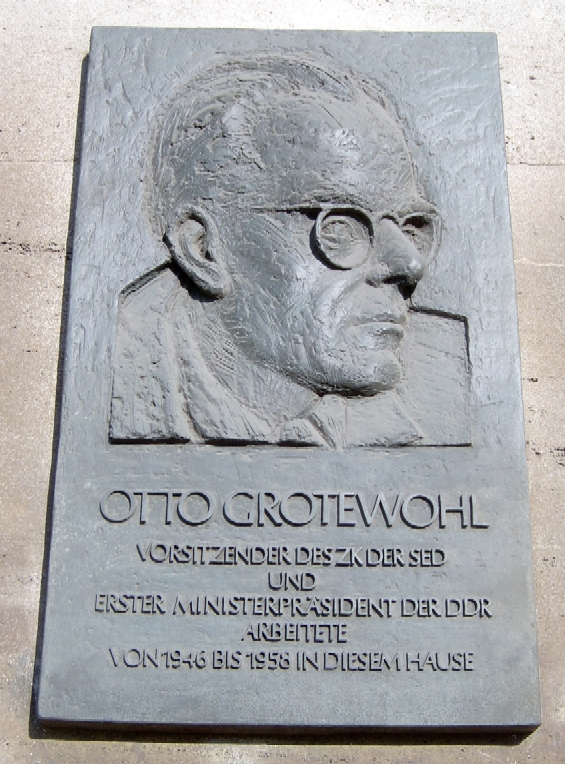
Lapide commemorativa presso l'ex grande magazzino Kaufhaus Jonaß a Berlino

Dal 1908 al 1912 fu occupato nell'apprendimento della professione di operaio addetto alla stampa. Dopo il completamento nell'apprendistato, Grotewohl aderì all'Associazione degli editori e stampatori tedeschi e al Partito Socialdemocratico (SPD). Durante il servizio militare nella prima guerra mondiale venne ferito più volte.
Dal 1918 al 1922 Grotewohl fu membro del Partito Socialdemocratico Indipendente di Germania (USPD), e deputato, dal 1920 al 1930, come membro del SPD al Landtag del Brunswick. Nel 1920 fu eletto membro dell'USPD nel 2° Landtag del Brunswick. Partecipò al Governo Antrick (dal 28 marzo 1922 al 22 maggio 1922 nella coalizione SPD-USPD). Fu Ministro della Giustizia e Ministro della Pubblica Istruzione nel Governo Jasper II (dal 23 maggio 1922 al 24 dicembre 1924), Ministro della Giustizia dal febbraio 1923. Il 1º ottobre 1928 divenne presidente della Landesversicherungsanstalt.
Il 31 ottobre 1925 Grotewohl divenne parlamentare come sostituto di uno defunto nel Reichtsag.
Dopo le elezioni parlamentari del 20 maggio 1928, tornò di nuovo al Reichstag; venendo poi rieletto a tutte le successive elezioni federali.
Grotewohl era nella carica di parlamentare del SPD al Reichstag quando venne emanata la legge del 24 marzo 1933 che dava pieni poteri al Partito nazista.

### Anni del nazionalsocialismo
Grotewohl nel 1933 venne privato del suo ufficio e costretto a lasciare il Braunschweig dai nazisti. In primo luogo si trasferì ad Amburgo. Dal 1938 visse a Berlino lavorando come droghiere e rappresentante dell'industria. Entrò in un gruppo di resistenza i cui membri erano legati a Erich Gniffke (membro SPD), sua vecchia conoscenza. Il Gruppo Erich Gniffke servì a mantenere i contatti personali e a promuovere la sopravvivenza economica dei propri membri. Una Resistenza vera e propria non poteva essere organizzata. Nell'agosto del 1938 fu arrestato e accusato davanti al Volksgerichtshof di "tradimento". Il 4 marzo 1939 fu rilasciato dalla detenzione preventiva. Il caso venne chiuso dopo sette mesi.
Dopo il tentato assassinio di Hitler dell'8 novembre al Bürgerbräukeller fu nuovamente arrestato e rimase circa otto settimane in custodia cautelare. Dopo il suo rilascio lavorò di nuovo a Berlino come impiegato; nel tempo libero si dedicò alla pittura (nel 1944-1945 realizzò un ciclo di otto dipinti a olio, il "popolo del silenzio").

### Dopoguerra

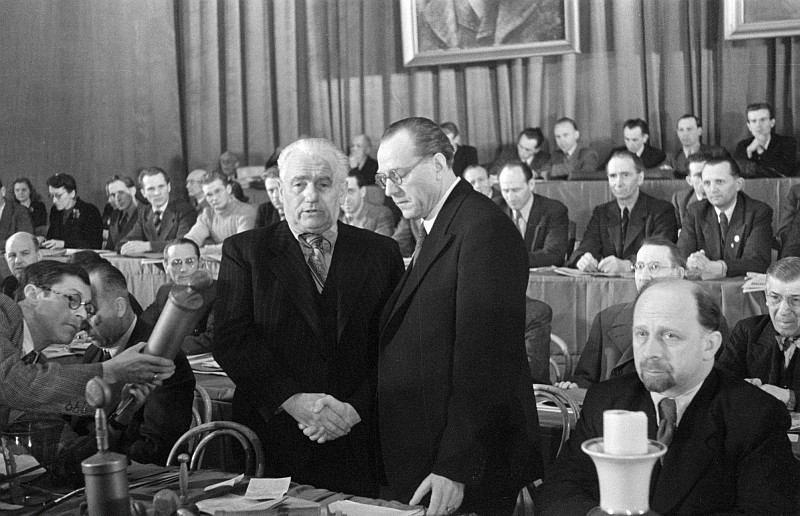
21 aprile 1946: Wilhelm Pieck (a sinistra) e Otto Grotewohl durante l'unificazione, ultimo a destra in primo piano Walter Ulbricht

Il 17 giugno 1945 Otto Grotewohl, Erich Gniffke, Max Fechner, Gustav Dahrendorf e Hermann Harnisch firmarono il manifesto di fondazione del DOCUP. Grotewohl divenne presidente del comitato centrale del SPD, anche se inizialmente in disaccordo, portò il partito verso una rapida fusione col Partito Comunista di Germania (KPD). L'unificazione fra socialdemocratici e comunisti venne promossa principalmente da Walter Ulbricht, uno degli uomini di punta del KPD.
Secondo le dichiarazioni di testimoni oculari come Egon Bahr e Jakob Kaiser, Grotewohl cambiò idea subito dopo un colloquio presso l'Amministrazione militare sovietica in Germania (SMAD) a Karlshorst - da dove egli "tornò come trasformato". Jakob Kaiser obiettò che Grotewohl venne ricattato con qualcosa di compromettente del suo passato a Braunschweig.
Infine, ci fu un referendum tra i membri della SPD che ebbe luogo dopo scontri feroci all'interno del partito a Berlino Ovest, il 31 marzo 1946, quando fu chiesta "la fusione immediata dei due partiti operai", con oltre l'80% di "No" come risultato. A Berlino Est, questo voto venne dichiarato nullo dallo SMAD e quindi la fusione dell'SPD e del KPD fu forzata per formare la SED, svoltasi a Berlino Est nell'Admiralspalast il 22 aprile 1946. I presidenti erano Grotewohl e l'ex funzionario del Partito comunista Wilhelm Pieck.
Nel 1948 Otto Grotewohl divenne presidente del Deutscher Volksrat, il precursore della Volkskammer.

### Ministro presidente della Repubblica Democratica Tedesca
Nel 1949 Grotewohl divenne Ministro preesidente della Repubblica Democratica Tedesca. Con il Trattato di Zgorzelec avvenne il riconoscimento della Linea Oder-Neiße, come confine tra Germania Est e Polonia. Nel 1957 sostenne il Piano Rapacki per una zona denuclearizzata in Europa centrale. A causa di una grave malattia si ritirò dalla vita politica nel 1960, e visse da lì in poi in ritiro a Wandlitz. La sua funzione venne infatti esercitata dal suo primo vice, Willi Stoph, che gli succedette come presidente del Consiglio dei ministri. Grotewohl morì nel 1964 a Berlino-Niederschönhausen a causa di un ictus.

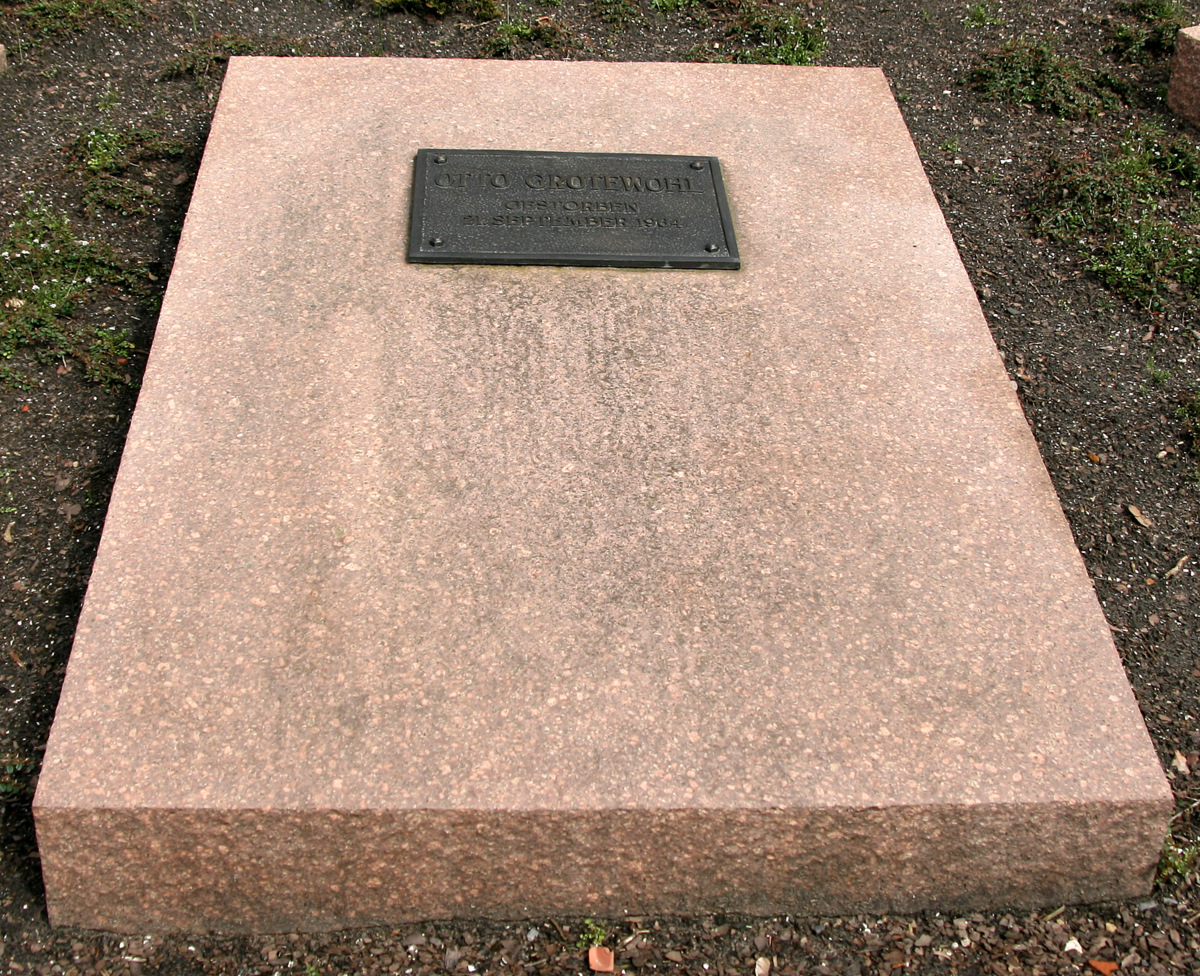
Tomba di Otto Grotewohl al Cimitero centrale di Friedrichsfelde di Berlino

Grotewohl era stato sposato dal 1919 al 1949 con Maria Martha Louise, nata Ohst, e aveva avuto due figli con lei. Nel 1949 si sposò con la sua segretaria Johanna Schumann, nata Danielzig. Fu un disegnatore, pittore e regista amatoriale. Fu insignito dell'Ordine di Lenin, dell'Ordine di Karl Marx, dell'Ordine al merito per la patria in oro e nominato cittadino onorario della città di Dresda. Fu sepolto nella rotonda centrale del memoriale dei socialisti.

## Intitolazioni pubbliche
Nella Repubblica Democratica Tedesca furono numerose le vie e piazze intitolate a Otto Grotewohl dopo la sua morte - compresa la Wilhelmstraße a Berlino - , così come le istituzioni pubbliche quali scuole e caserme. Dopo la riunificazione tedesca, la maggior parte di queste intitolazioni è stata modificata.
Il Vagone di Raccolta di Prigionieri della Deutsche Reichsbahn per il trasporto di prigionieri regolari, oltre che politici, nella RDT era soprannominato ironicamente Grotewohl-Express. Una copia di esso è in mostra al Memoriale della prigione di Berlino-Hohenschönhausen.